# Ian Mackenzie (Politiker)

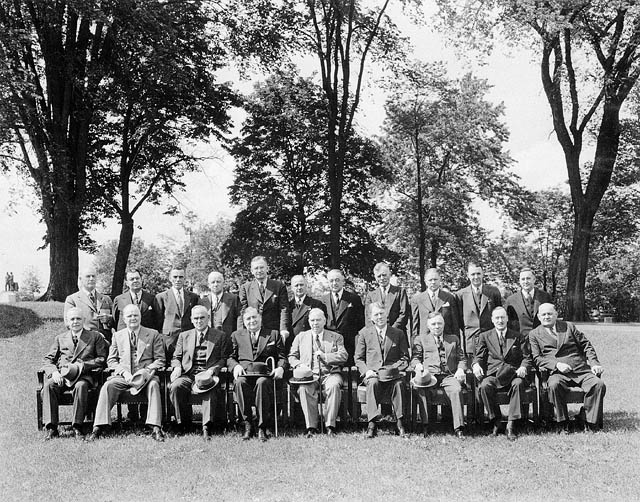
Das kanadische Kabinett im Juni 1945, Mackenzie sitzt in der ersten Reihe, als vierter von links, der fünfte ist Premierminister Mackenzie King

Ian Alistair Mackenzie, PC (* 27. Juli 1890 in Assynt, Schottland; † 2. September 1949) war ein kanadischer Politiker aus British Columbia. Nach mehreren Jahren politischer Tätigkeit in der Provinz British Columbia wurde er 1930 ins Unterhaus gewählt und zum Minister für Pensionen und Gesundheit ernannt. Später war er Verteidigungsminister und Minister für die Kriegsveteranen. Während des Zweiten Weltkrieges erhob ihn Premierminister William Lyon Mackenzie King zum Fraktionsvorsitzenden, doch überwarf er sich mit seinem Förderer. Mackenzie vertrat eine gegen Asiaten, vor allem Japaner gerichtete Politik. Diese führte zur Internierung, Enteignung und zur Ausweisung eines Teils der rund 22.000 Kanadier japanischer Abstammung.

## Politische Karriere

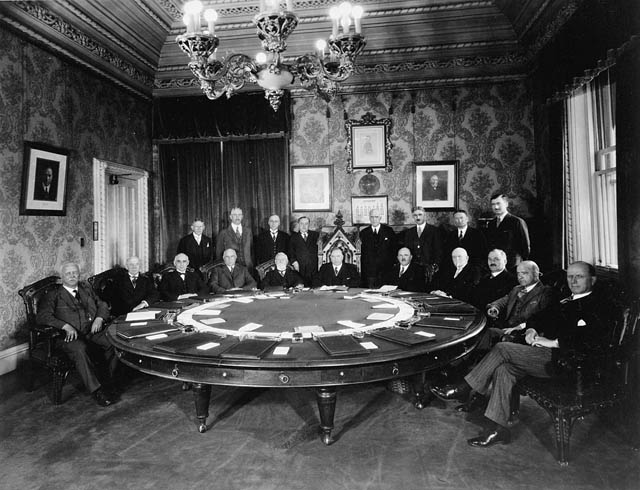
Ian Mackenzie im Kabinett von 1930 (stehend, rechts)

Mackenzie gewann 1920 in der Wahl zur Legislativversammlung von British Columbia einen Sitz als Angehöriger der British Columbia Liberal Party im Wahlbezirk Vancouver Centre. 1930 war er im Kabinett von William Lyon Mackenzie King als Minister of Immigration and Colonization und zugleich als Superintendent of Indian Affairs vorgesehen, doch verlor die Liberale Partei Kanadas die Unterhauswahl 1930. Mackenzie erhielt dennoch einen Sitz im Unterhaus.
Als die Liberalen die Unterhauswahl 1935 gewannen, wurde Mackenzie zum Verteidigungsminister (Minister of National Defence) ernannt. Wegen einer Korruptionsaffäre wurde er jedoch zu Beginn des Zweiten Weltkrieges aus dem Amt entfernt und erhielt das Ressort für Pensionen und Gesundheit. Ab 1944 war er als Minister für die Kriegsveteranen zuständig. Während des Krieges erhob ihn der Premier zum Fraktionsvorsitzenden im Unterhaus (Government House Leader), um sich von zahlreichen Verpflichtungen zu entlasten.

## Antijapanische Politik

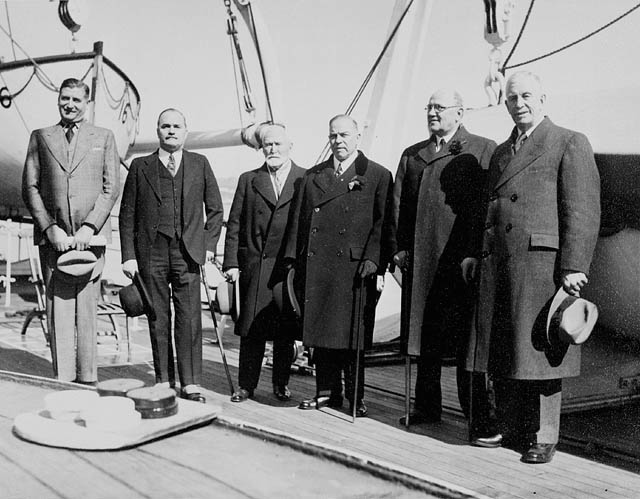
Ian Mackenzie (links) reist mit führenden Politikern, unter ihnen dem Premierminister zur Imperial Conference von 1937

Schon 1935 drohte Ian Mackenzie Japan wegen Handelsrestriktionen damit, dass Kanada 40.000 seiner Landsleute eine Heimstatt biete. Er war später der Ansicht, dass „wir wirtschaftlich nicht mit ihnen mithalten, rassisch sie nicht assimilieren können, daher müssen wir sie aus unserer Mitte ausschließen und ihnen verbieten, Land zu besitzen“.
Am 24. Februar 1942 ordnete der Premierminister die Internierung sämtlicher Kanadier mit japanischen Vorfahren an. Ian Mackenzie hatte ihn davon überzeugt, dass die Japaner in British Columbia angesichts der japanischen Aggression eine Gefahr darstellten. Wenige Tage später wurden die ersten rund 2.500 Männer unter Aufsicht der zu diesem Zweck eingerichteten British Columbia Security Commission im Hastings Park in Vancouver gefangen gehalten. Von dort wurden sie in Lager östlich einer 200 Meilen breiten Sicherheitszone (safety zone) verbracht. Insgesamt entstanden zehn Lager. Darunter waren zwei Kriegsgefangenenlager vor allem für Männer, die sich weigerten, sich von ihrer Familie zu trennen, und fünf Lager, die sich selbst trugen und für die die Insassen aufkommen mussten. Letztere boten weniger primitive Bedingungen.
Währenddessen verkaufte das Japanese Fishing Vessel Disposal Committee die Boote und Schiffe der Fischer – 16,3 % von ihnen arbeiteten in der Fischerei – und auch ihr Landbesitz – 18,8 % waren Bauern – wurde verkauft. Dieses Land schien Mackenzie, der für die Veteranenversorgung zuständig war, sehr geeignet, um Unruhen, wie sie nach dem Ersten Weltkrieg entstanden waren, zu verhindern. Mit dem Veterans' Land Act sollten Grund und Boden der Japaner an die zurückkehrenden Soldaten verteilt werden.
Bis zur Verabschiedung dieses Gesetzes sollte der Soldier Settlement Board das plötzliche Überangebot an Land nutzen, um den Besitz günstig zu erwerben. Man einigte sich jedoch darauf, den Landverkauf zunächst einzufrieren, um die Verabschiedung des entsprechenden Gesetzes abzuwarten. Gordon Murchison, den Mackenzie überzeugt hatte, wurde im September 1942 Leiter des Veterans' Land Act. Er versuchte 60 % der 939 Farmen zu kaufen, die für die Ansiedlung von Veteranen geeignet schienen.
Einziger Konkurrent um den Boden war das Department of Labour, das hoffte, die Kosten der Lager, die trotz extrem sparsamer Ausstattung entstanden, durch den Verkauf des japanischen Besitzes tragen zu können. Gleichzeitig drängte der Stadtrat von Vancouver (City Council) auf den Verkauf, um den Japanern die Rückkehr nach dem Krieg zu erschweren; dabei ging es vor allem um das japanische Quartier in der Powell Street.
Auch das Office of the Custodian of Enemy Property, von Mackenzie überzeugt, plädierte inzwischen für den Verkauf, um Verwaltungskosten einzusparen. Die Vertreter dieser Gruppen verbanden sich im Cabinet Committee on Japanese Questions und am 23. Januar 1943 erhielt das Office of the Custodian of Enemy Property die Erlaubnis zum Verkauf. In der allgemeinen Euphorie über die Kriegswende, wie etwa in der Schlacht von Stalingrad, gingen die wenigen kritischen Stimmen unter. Auf Schreiben der Kritiker, wie Dr. Henry F. Angus, reagierte der Premierminister nicht.
Erst Ende März 1943 wurde klar, dass tatsächlich der gesamte Besitz enteignet und verkauft werden sollte. Die Eigentümer hofften, sich auf dem Rechtsweg zur Wehr setzen zu können und gründeten die Japanese Property Owners' Association. Sie hatten sich 1923 mit Erfolg vor Gericht gegen die Verdrängung aus der Fischindustrie zur Wehr gesetzt. Doch währenddessen setzte man den Verkauf fort, um 1947 festzustellen, dass inzwischen ein Vermögenswert von 11,5 Millionen Dollar für nur 5.373.317,64 Dollar verkauft worden war, also für etwa die Hälfte des geschätzten Wertes. Die Bewohner der Lager verloren so die Hoffnung auf Rückkehr, und viele der Jüngeren gingen in die östlichen Provinzen.
Mackenzie betrieb gegen Ende des Krieges die Deportation, obwohl nur noch 30 % der Kanadier dafür waren, die in Kanada geborenen Japaner auszuweisen – allerdings 80 % bei den in Japan Geborenen. Am 5. Juni 1944 lehnte die Mehrheit im Rat von Vancouver die Deportation ab.
Auch in den USA wendete sich das Blatt, als im Dezember 1944 der Oberste Gerichtshof anerkannte, dass loyalen Amerikanern nicht die Freizügigkeit abgesprochen werden konnte. Ab dem 2. Januar 1945 konnten sie an die Pazifikküste, vor allem nach Kalifornien zurückkehren. Mackenzie, der die Rückkehr der Japaner nach British Columbia ablehnte, startete eine Kampagne unter dem Slogan „Not a Japanese from the Rockies to the Sea“ (Kein einziger Japaner von den Rocky Mountains bis zum Meer). Die Regierung übte erheblichen Druck auf die Japaner aus, sich entweder für die „Rückkehr“ nach Japan oder für den Umzug in Gebiete östlich der Rocky Mountains zu entscheiden, also außerhalb von British Columbia.
Nach Kriegsende bot die Regierung den Japanern, deren Eigentum überwiegend an Kriegsveteranen verkauft worden war, also an, entweder nach Japan zu gehen, oder außerhalb von British Columbia zu leben. Aus verschiedenen Gründen meldeten sich 6.844 Erwachsene für die Deportation nach Japan, doch von ihnen zogen bis April 1946 4.527 ihren Antrag zurück. Schon seit Ende 1945 herrschte in Japan Hunger. Am 15. Dezember 1945 einigte man sich im Beisein Mackenzies. Alle Japaner, die zurückkehren wollten oder die im Kriegsgefangenenlager Angler interniert gewesen waren, sollten zurückgebracht werden. Alle Naturalisierten, die ihren Auswanderungsantrag nicht vor dem 2. September 1945 widerrufen hatten, alle Nisei, in Kanada geborene Japaner, die der Deportation nicht widersprachen, und die Ehefrauen und minderjährigen Kinder dieser drei Gruppen sollten deportiert werden. Eine Deportation aller Japaner lehnte das Kabinett jedoch ab. Mit einem behaupteten Zwang zu schnellem Handeln wurde nun das Parlament übertölpelt. Alistair Stewart, Mitglied des Parlaments für Winnipeg North, brandmarkte das Vorgehen als eine offizielle Unterstützung rassischer Diskriminierung.
Im Januar 1946 zerstritt sich Ian Mackenzie, der vergebens gehofft hatte, Mitglied im Imperial Privy Council zu werden, mit Premierminister William Lyon Mackenzie King. Damit verlor er dessen Rückhalt, dem er seinen Aufstieg verdankt hatte. King, dem Mackenzie die Schuld an seinem Scheitern gegeben und den er beleidigt hatte, wollte Mackenzie bei der nächstbesten Gelegenheit fallen lassen, zumal er sich maßlos betrank.
Am 20. Februar erging seitens des Obersten Gerichtshofs von Kanada ein Urteil, das die Deportation gestattete, aber nicht die der rund 3.500 „Abhängigen“. Am 23. Februar 1946 delegierte das Special Cabinet Committee on Repatriation and Relocation in Abwesenheit Mackenzies die Entscheidung an das Privy Council. Gleichzeitig wurde von Humphrey Mitchell, einem Parteigänger Mackenzies ruchbar, dass er die Japaner „Gelbe Bastarde“ genannt hatte. King machte Mackenzie für das Deportationsdesaster verantwortlich. Dennoch kam es im Sommer 1946 zu einer zweiten Deportationswelle Richtung Prärieprovinzen und nach Ontario.
John Diefenbaker, der spätere Premier, geißelte im März 1946 das Vorgehen mit scharfen Worten, denn die Deportation erfolgte gegen den Willen des Parlaments, das mittels eiliger Entscheidungen um die Jahreswende hintergangen worden war. Mackenzie war immer noch nicht bereit nachzugeben. Er behauptete, der Rest Kanadas habe nicht das Recht, sich in innerbritischkolumbianische Fragen einzumischen. Sein Parteigänger Humphrey Mitchell wollte auch nach Vorhaltungen nicht wahrnehmen, dass es den Japanern Kanadas genauso ergangen war, wie den Kanadiern, die in Japan gelebt hatten und in Gefangenschaft geraten waren.
Mitte Januar 1948 entschied King, dass der Alkoholismus von Mackenzie so weit fortgeschritten war, dass er sein Amt vernachlässigte und den Respekt des Kabinetts verloren habe. Er entließ ihn aus dem Kabinett und ernannte ihn umgehend zum Senator. Mackenzie gehörte diesem bis zu seinem Tod an.